# Alpy Zachodnie
Alpy Zachodnie (niem.: Westalpen, wł.: Alpi Occidentali, fr.: Alpes occidentales, ret. Alps occidentals) – zachodnia część Alp, położona na terenie Francji, Włoch, Szwajcarii i Monako. Od Alp Wschodnich różnią się budową geologiczną oraz geologicznym czasem powstania. Obejmują całe Alpy pomiędzy Morzem Śródziemnym a Alpami Wschodnimi, z którymi spotykają się we wschodniej Szwajcarii.
Nie istnieje jeden oficjalny, uniwersalny podział Alp używany we wszystkich krajach alpejskich, mimo podejmowanych prób stworzenia międzynarodowej klasyfikacji Alp.

## Podział geograficzny Alp Zachodnich wgSOIUSA
| \| Według tej klasyfikacji najwyższy szczyt, Mont Blanc (4810 m), leży w Alpach Graickich, we Francji blisko granicy z Włochami. Najwyższym punktem Włoch jest Monte Bianco di Courmayeur (4748 m n.p.m.), leżący na granicy francusko-włoskiej w masywie Mont Blanc. Inne ważne szczyty to: Dufourspitze (4634 m) – najwyższy szczyt Szwajcarii, słynne Matterhorn (4478 m) na granicy szwajcarsko-włoskiej oraz Eiger (3970 m) w Szwajcarii. Wszystkie te szczyty są symbolami Alp. W Alpach Zachodnich znajduje się też największy masyw górski w całych Alpach – Monte Rosa, którego najwyższą kulminacją jest wspomniany już wcześniej Dufourspitze. Granica podziału między Alpami Wschodnimi i Zachodnimi biegnie według linii: Jezioro Bodeńskie – dolina górnego Renu – przełęcz Splügenpass – jezioro Lago di Como. \| |
| Według tej klasyfikacji najwyższy szczyt, Mont Blanc (4810 m), leży w Alpach Graickich, we Francji blisko granicy z Włochami. Najwyższym punktem Włoch jest Monte Bianco di Courmayeur (4748 m n.p.m.), leżący na granicy francusko-włoskiej w masywie Mont Blanc. Inne ważne szczyty to: Dufourspitze (4634 m) – najwyższy szczyt Szwajcarii, słynne Matterhorn (4478 m) na granicy szwajcarsko-włoskiej oraz Eiger (3970 m) w Szwajcarii. Wszystkie te szczyty są symbolami Alp. W Alpach Zachodnich znajduje się też największy masyw górski w całych Alpach – Monte Rosa, którego najwyższą kulminacją jest wspomniany już wcześniej Dufourspitze. Granica podziału między Alpami Wschodnimi i Zachodnimi biegnie według linii: Jezioro Bodeńskie – dolina górnego Renu – przełęcz Splügenpass – jezioro Lago di Como.       |

Klasyfikacja SOIUSA dzieli Alpy Zachodnie na 14 sekcji (wł. sezioni, SZ) ujętych w dwu "głównych sektorach" (wł. grandi settori, SR):
| - Alpi Nord-occidentali, Alpes nord-occidentales (pol. północno-zachodnie) (I/B): 7. Alpy Graickie (I/B-7) 9. Alpy Pennińskie (I/B-9) 10. Alpy Lepontyńskie (I/B-10) 12. Alpy Berneńskie (I/B-12) 13. Alpy Glarneńskie (I/B-13) 8. Préalpes de Savoie (I/B-8) 11. Prealpi Luganesi (I/B-11) 14. Schweizer Voralpen (I/B-14) - Alpi Sud-occidentali, Alpes sud-occidentales (pol. południowo-zachodnie) (I/A): 1. Alpy Liguryjskie (I/A-1) 2. Alpy Nadmorskie (I/A-2) 3. Alpy Prowansalskie (I/A-3) 4. Alpy Kotyjskie (I/A-4) 5. Alpy Delfinackie (I/A-5) 6. Préalpes du Dauphiné (I/A-6) |